# مدرسه مرکزی لیون
مدرسه مرکزی لیون (انگلیسی: École centrale de Lyon) که در سال ۱۸۵۷ تأسیس شد، یکی از قدیمی‌ترین دانشگاه‌های کشور فرانسه است. این دانشگاه هم‌چنین به عنوان یکی از معتبرترین دانشگاه‌های مهندسی فرانسه به شمار می‌رود. دانشگاه در اکولی در حومه غربی شهر لیون قرار دارد.